# David Suarez
Pour les articles homonymes, voir Suarez.
David Suarez, né le 9 juin 1979 à Rodez, est un footballeur français évoluant au poste d'avant-centre.

## Biographie
David commence sa carrière professionnelle à l'AS Cannes, où il évolue quatre saisons. Il part ensuite pour Amiens SC pendant deux saisons, où il décroche le titre de meilleur buteur de Ligue 2 avec 17 réalisations (une de plus que Laurent Dufresne) après une saison 2002-2003 blanche. 
Ses performances sont remarquées et le TFC le recrute à l'été 2004. Lors de sa première saison en Ligue 1, il inscrit 5 buts. Toulouse n'est pas très satisfait, et il quitte le club pour Guingamp, en Ligue 2, où il inscrit 9 buts lors de sa première saison.
En 2008, il signe un contrat de trois ans avec le CS Sedan Ardennes où il prendra même le brassard de capitaine pour la saison 2008-2009. Ses performances étant décevantes, il perd sa place de titulaire au cours de la saison, et commence la saison 2009-2010 avec la réserve sedanaise, n'apparaissant qu'occasionnellement sur la feuille de match, après blessure d'un autre attaquant.
Le 28 juillet 2010, il résilie son contrat avec Sedan d'un commun accord.
Quelques jours après, il signe un contrat d'un an plus une deuxième en option avec le SC Bastia, relégué en National.
Lors de la saison 2010-2011, il marque 20 buts avec le Sporting qui termine champion du national.
En juin 2012, il rejoint Arles-Avignon en signant un contrat de 2 ans. Après une saison mitigée, il quitte le club provençal pour rejoindre le Vannes OC pour deux années.
Il rentre ensuite, en juin 2015 sur ses terres aveyronnaises pour finir sa belle carrière au sein de son coub formateur le Rodez Aveyron Football.
En 2016, il devient entraîneur des moins de 17 ans nationaux du SC Bastia[réf. nécessaire].
Après deux saisons passé dans le club corse, il prend la direction d’un club dans lequel il a aussi effectué un passage en tant que joueur, le Amiens Sporting Club. Il s’occupe ainsi depuis la mi-saison 2018-19 des 19 ans Nationaux du club. En mars 2020 il obtient le Brevet d’entraîneur formateur de Football (BEFF).
En mai 2022, il est diplômé du certificat d'entraîneur attaquant et défenseur (CEAD), diplôme nouvellement créé et délivré par la FFF.
En juin 2022, le contrat avec l’Amiens SC se termine après 3 belles années avec les U19. Il commence alors une nouvelle aventure en tant qu’entraîneur de la réserve du Clermont Foot.
Après une belle aventure avec l’équipe réserve du Clermont Foot, une nouvelle étape se profile dans la carrière d’entraîneur de David Suarez depuis juillet 2024. Initialement approché pour devenir coach des attaquants du centre de formation, il prend finalement les rênes du groupe espoir du PSG (U23).

## Palmarès
- Meilleur buteur du championnat de Ligue 2 en 2004 avec 17 buts
- Champion de France de National en 2011 avec le SC Bastia
- Champion de France de Ligue 2 en 2012 avec le SC Bastia

## Statistiques
| Saison                | Club                  | Championnat           | Championnat | Championnat | Coupe(s) nationale(s) | Coupe(s) nationale(s) | Total | Total |
| Saison                | Club                  | Division              | M.          | B.          | M.                    | B.                    | M.    | B.    |
| 1997-1998             | Rodez AF              | CFA                   | 12          | 0           | -                     | -                     | 12    | 0     |
| 1998-1999             | Rodez AF              | CFA                   | 24          | 17          | 1                     | 0                     | 25    | 17    |
| Sous-total            | Sous-total            | Sous-total            | 36          | 17          | 1                     | 0                     | 37    | 17    |
| 1999-2000             | AS Cannes             | Division 2            | 34          | 7           | 4                     | 1                     | 38    | 8     |
| 2000-2001             | AS Cannes             | Division 2            | 33          | 13          | 3                     | 0                     | 36    | 13    |
| 2001-2002             | AS Cannes             | National              | 30          | 15          | 3                     | 0                     | 33    | 15    |
| 2002-2003             | AS Cannes             | National              | 17          | 7           | 1                     | 0                     | 18    | 7     |
| Sous-total            | Sous-total            | Sous-total            | 114         | 42          | 11                    | 1                     | 125   | 43    |
| 2002-2003             | Amiens SC             | Ligue 2               | 12          | 0           | -                     | -                     | 12    | 0     |
| 2003-2004             | Amiens SC             | Ligue 2               | 33          | 17          | 5                     | 0                     | 38    | 17    |
| Sous-total            | Sous-total            | Sous-total            | 45          | 17          | 5                     | 0                     | 50    | 17    |
| 2004-2005             | Toulouse FC           | Ligue 1               | 22          | 5           | 3                     | 0                     | 25    | 5     |
| Sous-total            | Sous-total            | Sous-total            | 22          | 5           | 3                     | 0                     | 25    | 5     |
| 2005-2006             | EA Guingamp           | Ligue 2               | 32          | 9           | 4                     | 0                     | 36    | 9     |
| 2006-2007             | EA Guingamp           | Ligue 2               | 3           | 0           | 1                     | 0                     | 4     | 0     |
| 2007-2008             | EA Guingamp           | Ligue 2               | 26          | 4           | 4                     | 1                     | 30    | 5     |
| Sous-total            | Sous-total            | Sous-total            | 61          | 13          | 9                     | 1                     | 70    | 14    |
| 2008-2009             | CS Sedan Ardennes     | Ligue 2               | 21          | 2           | 6                     | 0                     | 27    | 2     |
| 2009-2010             | CS Sedan Ardennes     | Ligue 2               | 3           | 0           | -                     | -                     | 3     | 0     |
| Sous-total            | Sous-total            | Sous-total            | 24          | 2           | 6                     | 0                     | 30    | 2     |
| 2010-2011             | SC Bastia             | National              | 35          | 20          | 5                     | 3                     | 40    | 23    |
| 2011-2012             | SC Bastia             | Ligue 2               | 32          | 9           | 4                     | 5                     | 36    | 14    |
| Sous-total            | Sous-total            | Sous-total            | 67          | 29          | 9                     | 8                     | 76    | 37    |
| 2012-2013             | AC Arles-Avignon      | Ligue 2               | 21          | 3           | 5                     | 2                     | 26    | 5     |
| Sous-total            | Sous-total            | Sous-total            | 21          | 3           | 5                     | 2                     | 26    | 5     |
| 2013-2014             | Vannes OC             | National              | 25          | 5           | 2                     | 1                     | 27    | 6     |
| Sous-total            | Sous-total            | Sous-total            | 25          | 5           | 2                     | 1                     | 27    | 6     |
| 2014-2015             | Rodez AF              | CFA                   | 18          | 6           | 2                     | 0                     | 20    | 6     |
| 2015-2016             | Rodez AF              | CFA                   | 4           | 0           | 3                     | 1                     | 7     | 1     |
| Sous-total            | Sous-total            | Sous-total            | 22          | 6           | 5                     | 1                     | 27    | 7     |
| Total sur la carrière | Total sur la carrière | Total sur la carrière | 437         | 139         | 56                    | 14                    | 493   | 153   |